# (9547) 1985 AE
A (9547) 1985 AE a Naprendszer kisbolygóövében található aszteroida. Szuzuki Kenzó és Urata Takesi fedezte fel 1985. január 15-én.